# Vibeke Kruse
Vibeke Kruse, född 1609, död 27 april 1648, var kung Kristian IV av Danmarks älskarinna och mor till en av hans tre erkända utomäktenskapliga söner, Ulrik Christian Gyldenløve.

## Biografi
Kruses bakgrund är okänd, men hennes föräldrar tros ha varit från Tyskland. Hon var fram till 1628 kammarpiga hos Kristian IV:s morganatiska hustru Kirsten Munk. Efter att Kirsten Munk år 1629 förskjutits på grund av otrohet, blev Vibeke Kruse samma år kunglig mätress, som det sägs med mycket hjälp från Kirstens mor Ellen Marsvin, som ansåg Vibeke ofarlig. Hon fick år 1631 ett underhåll och egendomen Bramstedt i Holstein som förläningen.  
Vibeke Kruse var i princip i avsaknad av utbildning och fick därför svårt att hävda sin rätt vid hovet. Hon hade dock inflytande, något som bland annat omvittnades av den franske ambassadören 1645. År 1646 tvingades tronföljaren använda henne som mellanhand då han ville be kungen om mer pengar. Hon ska ha skapat ett avstånd mellan monarken och hans morganatiska maka och döttrar. Kungens döttrar och Vibeke låg i ständig strid, och när kungen avled 1648 lät de jaga bort henne från slottet, trots det faktum att hon var dödssjuk. Ett åtal med åsidosättande av vanliga rättsregler förbereddes vid tiden för hennes död. 

## Barn
Vibeke Kruse fick två barn med Kristian IV:
- Ulrik Christian Gyldenløve (1630–1658)
- Elisabeth Sofie Christiansdatter (1633–1654)